# Birger Ruud
Birger Johannes Ruud, född 23 augusti 1911 i Kongsberg, död där 13 juni 1998, var en norsk backhoppare och alpin skidåkare. Som ett resultat av sina framgångar som idrottsman och starka karisma uppnådde Birger Ruud stor popularitet såväl i Norge som på den europeiska kontinenten och i USA.

## Biografi
Birger Ruud var son till Niels Sigurd Theodor Ruud (1878–1955) och Mathilde (född Throndsen, 1877–1961). Fadern var en tidigare skridskoåkare, som hade tävlat mot bland andra Oscar Mathisen, och ansåg att det var viktigt för en ung nation som Norge att hävda sig inom tävlingsidrott. Denna inställning, tillsammans med goda träningsförhållanden i Kongsberg där Ruudhytta på Gamlegrendåsen var central, lade grunden för att tre av hans fyra backhoppande söner blev världsmästare: Sigmund 1929, Birger 1931, 1935, 1937 och Asbjørn 1938. Bröderna tävlade också inom annan idrott.

## Karriär
Ruud slog igenom vid VM 1931 i Oberhof där han vann sitt första VM-guld. Han vann backhoppningstävlingen före Fritz Kaufmann från Schweiz och svensken Sven "Selånger" Eriksson.
Vid Olympiska spelen 1932 i Lake Placid vann han sitt första OS-guld före landsmännen Hans Beck (1,1 poäng efter) och Kaare Wahlberg (9,6 poäng efter). Sven Selånger blev fyra i tävlingen (0,6 poäng från prispallen) och Sigmund Ruud blev sjua, 13 poäng efter sin bror.
Norge deltog inte i VM 1933 i Innsbruck i Österrike. Ruud deltog ej heller vid VM 1934 i Sollefteå. 
Vid VM 1935 i Vysoké Tatry i Tjeckoslovakien vann han sitt andra VM-guld före landsmännen Reidar Andersen (2,8 poäng efter) och Alf Andersen (5,8 poäng efter guldvinnaren). Året efter, vid OS 1936 i Garmisch-Partenkirchen tog Birger Ruud sitt andra raka OS-guld i backhoppning, en bedrift som bara Matti Nykänen lyckats med (vid OS 1984 i Sarajevo och OS 1988 i Calgary). Birger Ruud kom dessutom på fjärde plats i den alpina kombinationen, efter att han kom på sjätteplats i slalomtävlingen och vann störtloppet.
Birger Ruud tog sitt tredje VM-guld i backhoppning i VM 1937 i Chamonix. Han slog landsmännen Reidar Andersen (med 2,4 poäng) och Sigurd Sollid (med 8,1 poäng). Den långa sviten av segrar bröts i Polen vid VM 1939 i Zakopane, där han slutade på andra plats efter Sepp Bradl (tyskfödd österrikare som sedan 12 mars 1938 tävlade för Tyskland på grund av Anschluss). Ruud var 0,5 poäng efter Bradl och 1,1 poäng före landsmannen Arnholdt Kongsgård som tog bronset. 
Ruud deltog i Olympiska spelen 1948 i Sankt Moritz där han slutade på andra plats efter Petter Hugsted, kamraten från hemstaden Kongsberg. Birger Ruud var då 37 år gammal och var bara 1,5 poäng efter Hugsted och 0,5 poäng före bronsmedaljören Thorleif Schjelderup från Oslo i en mycket spännande tävling.
Ruud slog även världsrekordet i skidflygning två gånger. Första gången var i Odnesbacken (Søndre Land i Oppland fylke, Norge) 1931 då han hoppade 76,5 meter. Längst hoppade han 25 mars 1934 vid en tävling i Planica i Jugoslavien. Hoppet mätte 92 meter.
Förutom karriären som backhoppare tävlade Ruud även i alpinskidåkning. Bland annat blev han fyra vid OS 1936 i alpin kombination, efter att ha vunnit störtloppsdelen. Dessutom blev det brons i alpin kombination vid VM 1935.

## Övrigt
Efter att Birger Ruud hade vunnit sin första världsmästerskap 1931 reste han till Tyskland och Österrike, där han bland annat arbetade i sportaffärer i Berlin, Innsbruck och Garmisch-Partenkirchen. Senare var han kringresande agent för sportfirman Gresvig och sålde norska vintersportartiklar i de flesta länder i Centraleuropa. År 1938 flyttade Birger Ruud hem till Norge där han började arbeta vid Drammen skifabrikk. Senare arbetade han vid skidfabriken i Kongsberg och i Lommedalen, innan han avslutade sin yrkeskarriär inom "park- og idrettsvesenet" i Bærums kommun.
Under tyskarnas ockupation av Norge under andra världskriget satt Birger Ruud fängslad på Grini (tyska: Polizeihäftlingslager Grini) för sina antinazistiska åsikter.
Efter att ha avslutat sin yrkeskarriär startade Birger Ruud byggandet av Kongsberg Skimuseum tillsammans med backhoppskamraten Petter Hugsted. Museet har bland annat en unik samling troféer, medaljer och diplom. Birger Ruuds många troféer har en central plats i museet.
Birger Ruud dog 1998, 86 år gammal. Han var den första idrottare att få sin begravning på norska statens bekostnad. Bara Grete Waitz av norska idrottare har hedrats på samma vis hittills (2012).

## Utmärkelser
- 1937 fick Ruud motta Holmenkollenmedaljen för sina insatser i backhoppning (tillsammans med Olaf Hoffsbakken och Martin Peder Vangli).
- 1956 restes bronsstatyn Skiløperen (Arne Durban) över honom vid Nybrua i Kongsberg.
- 1987 restes bronsstatyn Birger i svevet (Per Ung) över honom i hemstaden Kongsberg.
- 1991 fick han motta Egebergs Ærespris, ett norskt pris för idrottare som lyckats i fler än en idrott.
- 1994 var det tänkt att Ruud skulle tända den olympiska elden vid OS i Lillehammer, men hjärtproblem stoppade detta.
- 1999 Christoph und Lollo, österrikiska sång- och låtskrivarduon Christoph Drexler och Lollo (Lorenz) Pichler, spelade in sången Der Tag, als Birger Ruud starb och utgav den på CD:n Schispringerlieder.

## Böcker
Birger Ruud är författare till tre böcker:
- Skispor krysser verden (tillsammans med Sigmund Ruud), 1939
- Sporene videre (tillsammans med Sigmund Ruud), 1945
- Den satt! (tillsammans med Jakob Vaage), 1993